# Dehner (Unternehmen)

Altes Dehner-Logo

Dehner ist eine in Deutschland und Österreich vertretene Gartencenter-Kette sowie ein Großhandels- und Landhandelsunternehmen. Sitz der Unternehmenszentrale ist Rain am Lech. 2016 formierte sich das Unternehmen in eine Holdingstruktur um. Ein zentraler Unternehmensbereich unter dem Dach der Dehner Holding GmbH & Co. KG ist die Dehner Gartencenter GmbH & Co. KG mit den unmittelbaren sowie mittelbaren Tochterunternehmen Dehner Zoo GmbH und Dehner Gartencenter Österreich GmbH & Co. KG. Zu den weiteren Gesellschaften zählen die degro GmbH & Co. KG (Großhandel für Garten- und Heimtierprodukte), die Dehner Agrar GmbH & Co. KG (Handel mit landwirtschaftlichen Produkten), die Dehner Logistik GmbH & Co. KG, die Dehner Immobilien GmbH & Co. KG sowie die Dehner Immobilien Münsterland GmbH & Co. KG.

## Inhaber
Inhaber ist die Familie Weber. Das Unternehmen wird in der Rechtsform einer GmbH & Co. KG betrieben, Komplementärin ist die Dehner Verwaltungs-GmbH, Geschäftsführer der Komplementärin sind Georg Weber, der Enkel des gleichnamigen Firmengründers und Sohn von Albert Weber, Hansjörg Flassak, Oliver Haller und Frank Böing.

## Unternehmensgeschichte
Das Unternehmen wurde am 1. August 1947 von Georg Weber und seiner Frau Albertine, geborene Dehner, als Zweipersonen-Betrieb unter der Firmierung „Dehner & Co – Samenzucht – Samengroßhandel“ in Rain gegründet und begann zunächst mit dem Handel von Feldsaatgut (Klee und Gras). Impulsgebend dafür war, dass im Betrieb der Schwiegereltern von Georg Weber neben Lebensmitteln auch Sämereien gehandelt wurden und die Samenanzucht Webers Hobby war. Da in den Nachkriegsjahren viele Menschen sich noch selbst Gemüse zogen, machte Weber im Alter von 37 Jahren aus seinem Hobby ein Unternehmen. 1949 wurde eine erste Filiale in Augsburg eröffnet. Mit steigendem Lebensstandard wandelten sich jedoch mit der Zeit die Nutzgärten zu Ziergärten. Weber folgte dem Trend und gründete den Geschäftsbereich Pflanzen- und später auch Gartenzubehörhandel. Zunächst beschränkte er sich dabei auf den Versandhandel nach Katalogbestellung, später kamen Gartencenter zunächst in Süddeutschland hinzu. Weber baute das Unternehmen in der Folge zur größten reinen Gartencenter-Kette in Deutschland auf (später ergänzt um Heimtier- und Zooabteilungen) und zum größten Arbeitgeber der Stadt Rain aus.
Bereits 1980 hatte er am Stammsitz in Rain über 500 Arbeitsplätze geschaffen, im Dezember 2020 waren bei Dehner 5.786 Mitarbeiter angestellt, davon über 1.300 im Stammsitz Rain am Lech. Die weiteren fast 4.500 Mitarbeiter waren in den 132 Filialen in Deutschland und Österreich beschäftigt. Der Umsatz der Dehner-Gruppe lag 2020 bei insgesamt 900,9 Millionen Euro.

## Dehner Agrar

Logo Dehner Agrar

Die heutige landwirtschaftliche Sparte „Dehner Agrar GmbH & Co. KG“ entwickelte sich aus dem ursprünglichen Kerngeschäft des Unternehmens, das als Samengroßhandel gegründet wurde. Knapp 50 Fachberater betreuen heute Landwirte und Wiederverkäufer auf den Gebieten Saatgut (Mais, Getreide, Raps, Gräser, Zwischenfrüchte), Pflanzenschutzmittel und Spurennährstoffe. Neben dem Vertrieb konzentriert sich die Dehner Agrar GmbH & Co. KG auf die pflanzenbauliche Beratung der Kunden und beschäftigt rund 80 Mitarbeiter in Süd- und Ostdeutschland. Dehner Agrar verfügt über zwei Lager: In Rain am Lech und Döbeln (Mittelsachsen, Sachsen). Dehner Agrar richtet seit 1976 jährlich die Maisschautage in Rain am Lech aus, die größte Informationsveranstaltung dieser Art im süddeutschen Raum.

## Dehner Gartencenter und Zoofachhandel

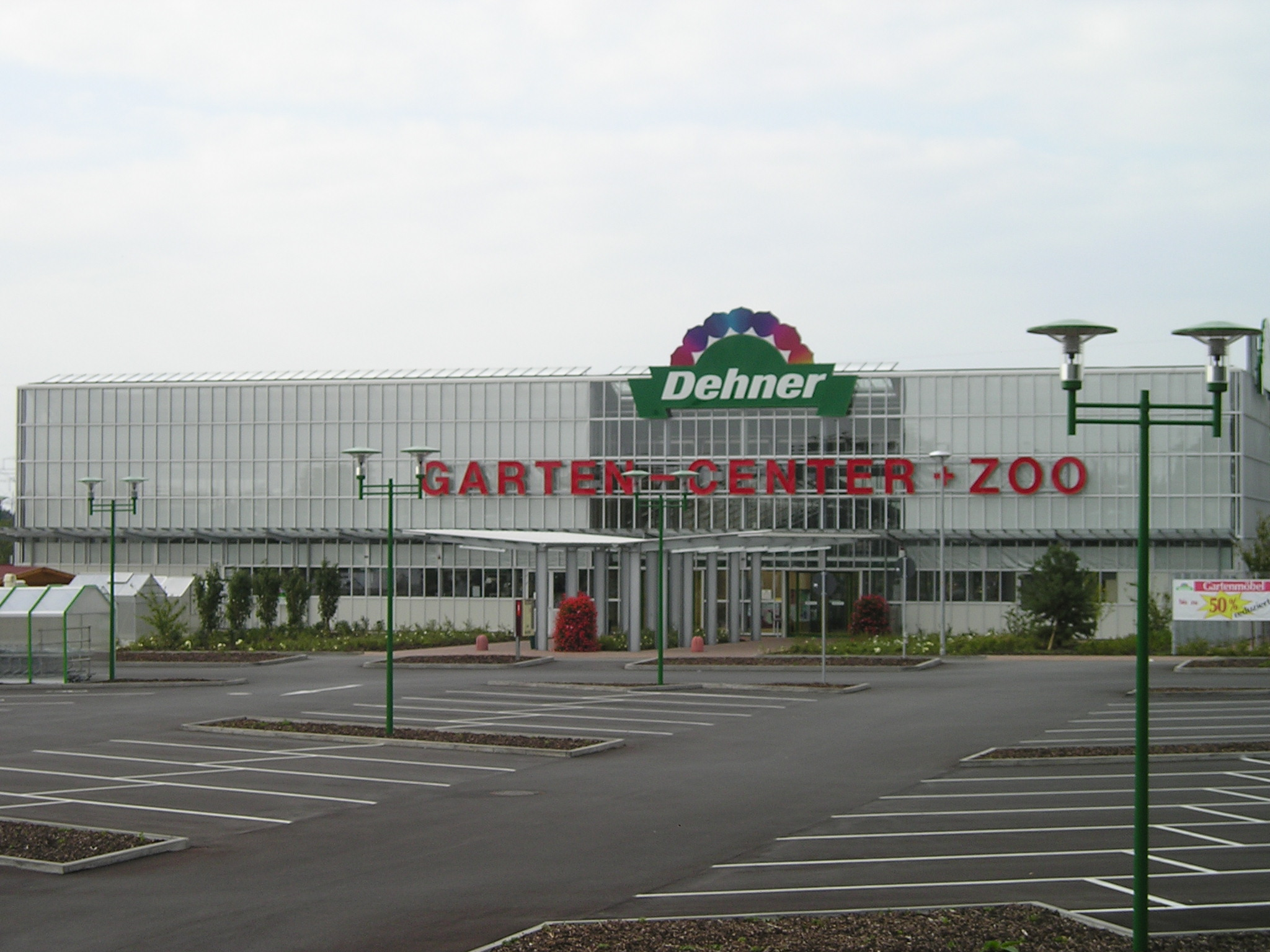
Dehner-Gartencenter in Langenfeld (Rheinland) (2007)

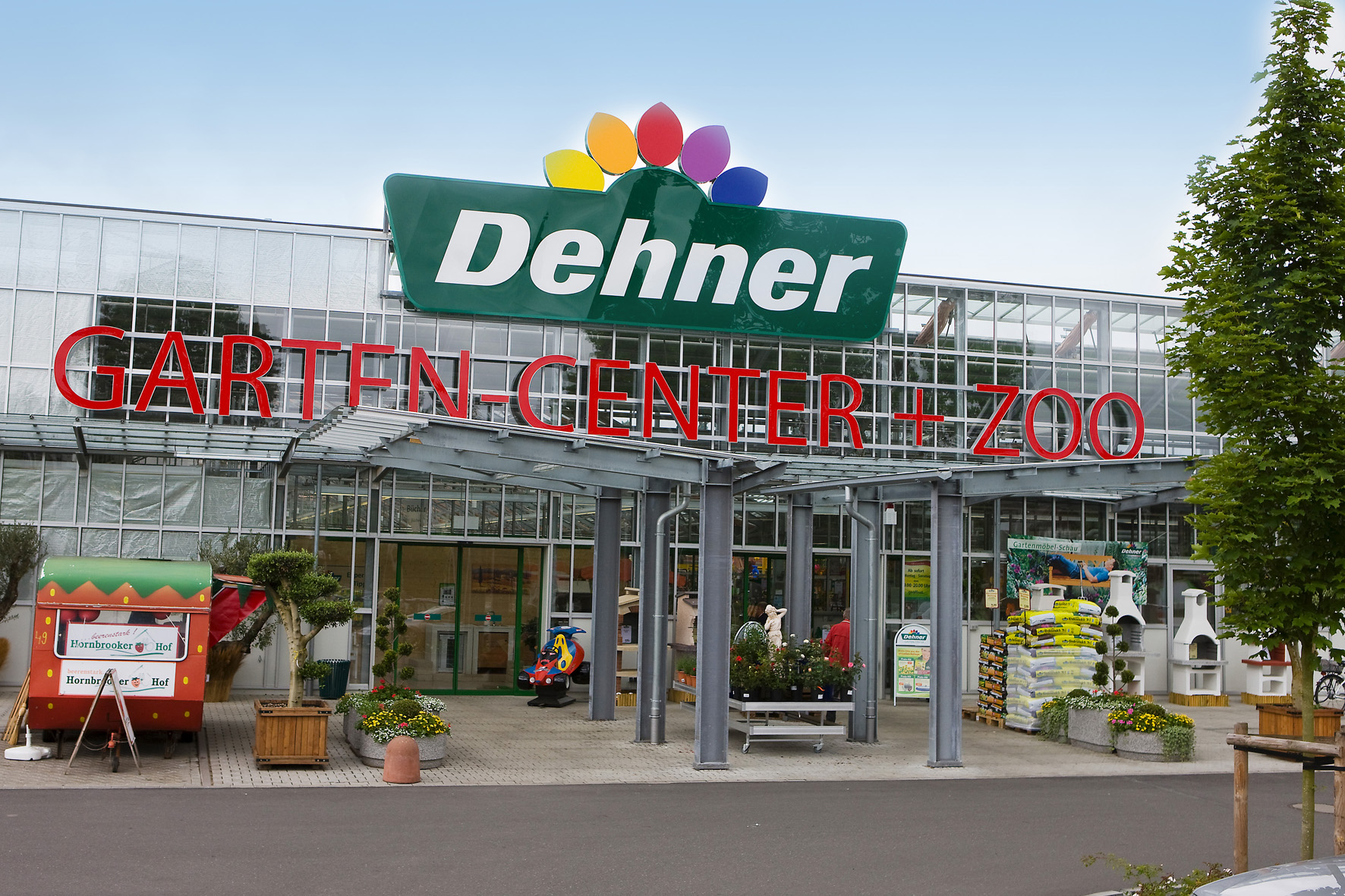
Garten-Center Bönningstedt

Mit derzeit 132 Gartencentern und Zoofachgeschäften und über 5.700 Mitarbeitern (Stand: Dezember 2020) ist Dehner Marktführer unter den reinen Gartencentern in Deutschland. 15 Standorte befinden sich in Österreich. Die meisten Filialen bestehen in Süd- und Ostdeutschland. Ähnlich wie Baumarktgartencenter und Einkaufskooperationen inhabergeführter Gartencenter führt auch Dehner mehrere Eigenmarken in verschiedenen Sortimenten.
Fester Bestandteil fast aller Dehner-Märkte ist, im Unterschied zu anderen Gartencentern, das Vorhandensein einer Zoofachhandelsabteilung für kleine Haustiere und, im Gegensatz zu den meisten Baumarkt-Gartencentern, einer Floristikabteilung mit Schnittblumen. 2013 eröffnete Dehner einen eigenen Online-Shop in Deutschland, 2016 einen in Österreich.
2004 wurde Dehner mit dem Bayerischen Qualitätspreis der Bayerischen Staatsregierung ausgezeichnet, vor allem für ihre Leistungen in den Bereichen „Qualitätsstrategie“ und „Integration der Mitarbeiter in ein Unternehmenskonzept“. Auf der Unternehmerkonferenz 2006 der bayerischen Sparkassen in Nürnberg wurde Dehner mit dem Zuschauerpreis des Bayerischen Gründerpreises ausgezeichnet.
Bei Dehner gibt es Betriebsräte. Ende 2007 trat Dehner aus dem „Verband Deutscher Gartencenter“ (VDG, Branchenverband der inhabergeführten deutschen Gartencenter) aus.

## degro

Dehner Garten-Center in Ingolstadt mit aktueller Fassade (2016)

Das Unternehmen Dehner liefert unter der Eigenmarke „degro“ (eine Zusammenziehung aus Dehner Großhandel), sowie unter fremden Handelsmarken, Garten- und Heimtierbedarfsortimente (z. B. Dünger, Kleintier- und Vogelfutter, sowie Zubehör) an andere Einzelhandelsunternehmen.

## Gärtnersiedlung Rain
Dehner initiierte und verwirklichte ab dem Jahr 2000 in Kooperation mit der Stadt Rain und dem Freistaat Bayern die Idee einer vertikalen (und horizontalen) Kooperation zwischen Produktion und Handel in Form einer Gärtnersiedlung, um „just in time“ die Ware in Süddeutschland, nahe am Firmensitz, erzeugen zu lassen. Das hat für beide Seiten mehrere Vorteile, z. B.:

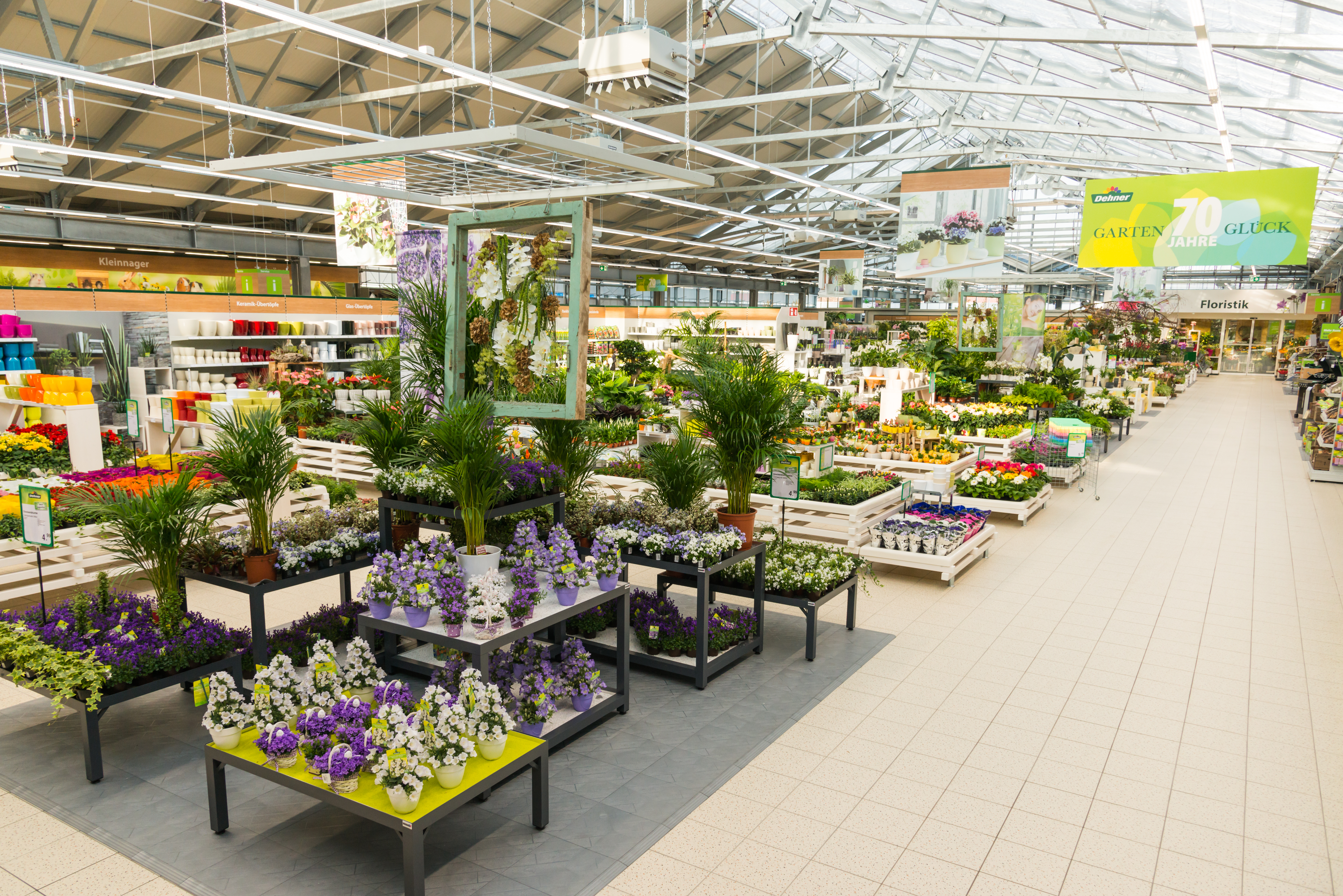
Garten-Center in Klagenfurt (2017)

- kurze Transportwege: schnellere Logistik, die Ware kann im Gartencenter in frischerer Qualität und mit geringeren Transportverlusten angeboten werden, geringere Transportkosten
- langfristige Lieferantenbindung: leichtere Anbauplanung, Absatzsicherung, einfachere Qualitätskontrolle schon bei der Produktion, bessere Erzeugerpreise
- Konkurrenzfähige Flächengrößen gegenüber Betrieben in Holland und am Niederrhein durch Spezialisierung.
- Ausbildungskooperation

Die Einweihung der Gärtnersiedlung fand am 30. März 2000 statt.

## Blumenpark
Eine weitere Kreation ist der Blumenpark, ein 115.000 m² großes „grünes“ Einkaufszentrum am Stammsitz in Rain mit angegliedertem Schaupark inklusive Gartenbistro.

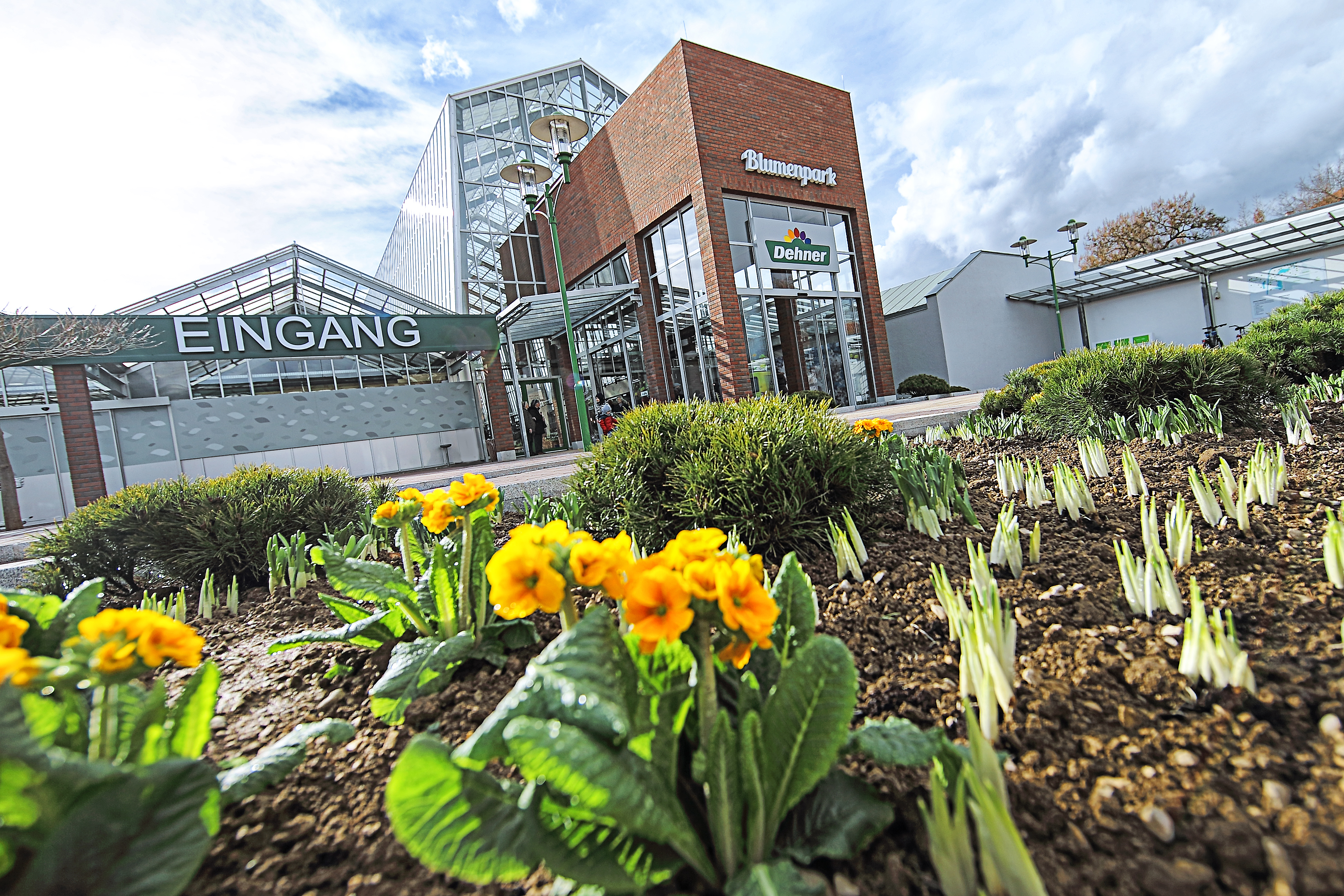
Dehner Blumenpark in Rain (2016)

Der öffentliche Blumenpark (50.000 m²) sowie der vom Unternehmensgründer gestiftete und nach ihm benannte öffentliche Georg-Weber-Park waren Teilbereiche der direkt angrenzend durchgeführten „Kleinen Landesgartenschau“ in Rain im Jahr 2009. 2003 wurde ein Freundeskreis der Gartenschau gegründet, dessen Vorsitzender und „Motor des Projekts“ (Zitat Bürgermeister Martin, Rain, laut Donauwörther Zeitung vom 19. November 2003) Dehner-Geschäftsführer Albert Weber ist. Dehner war auch im Aufsichtsrat der (inzwischen wieder aufgelösten) Durchführungsgesellschaft der Gartenschau vertreten. Der Kernbereich des Gartenschaugeländes von 2009 ist jetzt als Stadtpark gewidmet.

## Dehner Stiftung
Der „Dehner Hilfsfonds für Menschen in Not“ wurde bei Gründung am 27. September 2001 durch die Dehner GmbH & Co. KG mit einem Kapital von 100.000 Euro ausgestattet. Dazu kamen Anfang 2003 weitere 50.000 Euro, 2001 nochmals 45.000 Euro. Durch eine jährliche Zuwendung der Firma Dehner sowie interne und externe Spendenaktionen soll das Kapital auch künftig weiter aufgestockt werden. 
Stiftungsvorstand bei Gründung waren Sissi Wersing (Vorsitzende, Tochter des Firmengründers Georg Weber), Josefine Meßner (stellvertretende Vorsitzende) sowie Hansjörg Flassak. Vorsitzender des Dehner Hilfsfonds war Seniorchef Albert Weber (1. September 1947 – 9. Dezember 2021).

## Marketing und Kommunikation
Das Unternehmen hat einen breiten Marketing- und Kommunikationsauftritt und ist Plattform für führende Markenartikel und Eigenmarken. Seit 2013 ist Dehner Payback-Partner. Für die Gestaltung des Logos und von vielen Eigenmarken zeichnet GDS aus Hamburg verantwortlich. Seit 2007 arbeitet die Hamburger Werbeagentur für Dehner und hat zu einem einheitlichen Corporate Design des Unternehmens beigetragen. 